# Hurley, New Mexico
Hurley är en kommun (town) i Grant County i New Mexico. Vid 2020 års folkräkning hade Hurley 1 256 invånare.